# Gema
Gema – gmina w Hiszpanii, w prowincji Zamora, w Kastylii i León, o powierzchni 17,85 km². W 2011 roku gmina liczyła 238 mieszkańców.